# 't Ven (Maaseik)
 't Ven is een gehucht van de Belgische stad Maaseik. De Venweg vormt de historische kern.
Het gehucht is gelegen ten noorden van het centrum van Maaseik.

## Geschiedenis
Het gehucht 't Ven zou in de 14de - 15de eeuw ontstaan zijn bij de ontginning van het dekzandgebied.
't Ven staat afgebeeld op de Ferrariskaart (1771-1777) onder de naam "Hameau Venne" en op de Atlas der Buurtwegen (1841) onder de naam "Ven Hameau" waarbij 'hameau' Frans is voor gehucht.

### Tram
Sedert 1910 was er een tramlijn in 't Ven. Deze tramlijn, met nummer 491, deed de volgende haltes aan:
- 491: Maaseik – 't Ven – Raam – Kinrooi – Molenbeersel – grens – Stramproy – Tungelroy – Weert

In 1937 werd deze lijn opgeheven.
Deelgemeenten: Maaseik · Neeroeteren · Opoeteren

Overige kernen: Aldeneik · Berg · De Riet · Dorne · Heppeneert · Gremelslo · Schootsheide · Siemkensheuvel · 't Ven · Voorshoven · Waterloos · Wurfeld

Belgische gemeenten · Arrondissement Maaseik · Limburg · Vlaanderen